# 潘菲利宫
潘菲利宫（義大利語：Palazzo Pamphilj）是一座宫殿，面对罗马纳沃纳广场，修建于1644年到1650年。 
自1920年起，这座建筑用作巴西驻意大利大使馆，1964年成为巴西产业

## 历史
1644年，出自潘菲利家族的枢机主教喬瓦尼·巴提斯塔·潘菲利（Giovanni Battista Pamphili，1574－1655）当选为教宗英诺森十世。他在纳沃纳广场拥有一座宫殿，当选后希望能有一座更宏伟的建筑，来体现其家族的威信。他购进更多的土地，在1646年开始工程。1647年，巴洛克建筑师弗朗切斯科·博羅米尼及風格主義建築師吉羅拉莫·萊納爾迪受邀设计建造。
41°53′54″N 12°28′22″E / 41.89833°N 12.47278°E